# Paimon : Book of Angels Volume 32

Paimon : Book of Angels Volume 32  est un album de compositions de John Zorn arrangées et jouées par le quartet de Mary Halvorson. Il constitue le dernier volume de la série Book of Angels.

## Titres
| No  | Titre    | Durée |
| --- | -------- | ----- |
| 1.  | Chaskiel | 4:01  |
| 2.  | Beniel   | 3:25  |
| 3.  | Ruhiel   | 3:28  |
| 4.  | Dahariel | 4:11  |
| 5.  | Yeqon    | 5:04  |
| 6.  | Uzza     | 4:04  |
| 7.  | Verchiel | 5:03  |
| 8.  | Jesodoth | 4:52  |
| 9.  | Phul     | 5:32  |
| 10. | Rachmiah | 4:28  |

## Personnel
- Mary Halvorson - guitare
- Miles Okazaki - guitare
- Drew Gress - basse
- Tomas Fujiwara - batterie